# Total Harmonic Distortion
Der Ausdruck englisch Total Harmonic Distortion, abgekürzt THD (deutsch Oberschwingungsgesamtverzerrung, Gesamtoberschwingungsgehalt), ist im Rahmen der Signalanalyse eine Angabe, um die Größe der Anteile, die durch nichtlineare Verzerrungen eines Signals entstehen, zu quantifizieren. Es gibt verschiedene Festlegungen, die sich entweder auf das Verhältnis einer Leistungsgröße oder auf Feldgrößen wie den zeitlichen Verlauf einer elektrischen Spannung in Form eines Amplitudenverhältnisses beziehen.

## Leistungsverhältnis
Der THD ist definiert als das Verhältnis der summierten Leistungen Ph aller Oberschwingungen zur Leistung der Grundschwingung P1. Ein Rechtecksignal mit 50 kHz bspw. enthält eine sinusförmige Grundschwingung mit 50 kHz und Oberschwingungen mit dem 3-, 5-, 7-, 9-fachen etc. der Grundfrequenz, was sich im Rahmen der Fourieranalyse zeigen lässt.
Die Angabe kann in % des Verhältnisses der beiden Leistungen erfolgen, also
{\displaystyle \mathrm {THD} _{\%}={\frac {P_{\mathrm {h} }}{P_{1}}}\cdot 100}
oder als Verhältnis der Leistungen in dB, also
{\displaystyle \mathrm {THD} _{\mathrm {dB} }=10\cdot \log _{10}\left({\frac {P_{\mathrm {h} }}{P_{1}}}\right)}
Feldgrößen wie Spannungen, Ströme, gehen in den Bezug quadratisch ein. Für ein Spannungssignal ist das Verhältnis der Effektivwert-Spannungen dem Energie-Verhältnis gleichwertig:
{\displaystyle \mathrm {THD} ={\sqrt {\frac {{U_{2}}^{2}+{U_{3}}^{2}+{U_{4}}^{2}+\cdots +{U_{n}}^{2}}{U_{1}^{2}}}}\,}
In dieser Berechnung bedeutet Un die Effektivwert-Spannung Ueff der Harmonischen n.
Üblich ist auch die Angabe der THD+N, wobei N für Rauschen (englisch noise) steht.
Hier wird die Summe der Störleistungen Pstör = Störleistung der Harmonischen Ph plus Störleistung des Rauschens Prausch mit der Leistung des Gesamtsignals Pges verglichen.
{\displaystyle P_{\mathrm {ratio} }={\frac {P_{\mathrm {st{\ddot {o}}r} }}{P_{\mathrm {ges} }}}={\frac {P_{\mathrm {h} }+P_{\mathrm {rausch} }}{P_{\mathrm {ges} }}}}
Auch hier kann die Angabe in % oder in dB erfolgen, also
{\displaystyle \mathrm {THD+N} _{\%}={\frac {P_{\mathrm {st{\ddot {o}}r} }}{P_{\mathrm {ges} }}}\cdot 100}
oder
{\displaystyle \mathrm {THD+N} _{\mathrm {dB} }=10\cdot \log _{10}\left({\frac {P_{\mathrm {st{\ddot {o}}r} }}{P_{\mathrm {ges} }}}\right)}

## Amplitudenverhältnisse
Alternativ werden, unter anderem in der Tontechnik, auch die Amplitudenverhältnisse statt der Leistungsverhältnisse in Relation gesetzt und als THD bezeichnet. Dies führt zu folgender, von obiger Festlegung abweichende Definition:
{\displaystyle \mathrm {THD} _{\mathrm {\%audio} }={\frac {\sqrt {{U_{2}}^{2}+{U_{3}}^{2}+{U_{4}}^{2}+\cdots +{U_{n}}^{2}}}{U_{1}}}\ \cdot 100,}
Der THD ist auch bei elektrischen Energieversorgungsnetzen von Bedeutung. Elektrische Geräte mit nichtlinearer Kennlinie wie Verbraucher mit Halbleiterbauelementen (Schaltnetzteil, Wechselrichter, Dimmer mit Phasenanschnittsteuerung usw.) beziehen aufgrund von schnellen Schaltvorgängen in den Halbleitern keinen sinusförmigen Strom aus dem Energieversorgungsnetz. Dadurch kommt es zu Rückwirkungen auf die Netzspannung, welcher zusätzliche harmonische Anteile eingeprägt werden, was wiederum eine Erhöhung des THD zur Folge hat. Wird dieser Oberschwingungsgehalt zu groß, können Störungen an anderen Verbrauchern auftreten und die allgemeinen Netzverluste und der Blindleistungsbedarf steigen. Ein niedriger THD der Netzspannung ist somit ein Merkmal einer guten Spannungsqualität. In Europa sind die einzuhaltenden Verträglichkeitspegel in der Norm EN 61000-2 bzw. EN 50160 definiert.
In der Energietechnik ist nach IEEE-Standard 1459–2010 die THD der Spannung definiert als
{\displaystyle \mathrm {THD} _{\mathrm {U} }={\frac {\sqrt {{U}^{2}-{U_{1}}^{2}}}{U_{1}}}\,}
mit U dem Effektivwert der Spannung und U1 dem Effektivwert der Grundschwingung.
Für den Strom gilt analog:
{\displaystyle \mathrm {THD} _{\mathrm {i} }={\frac {\sqrt {{I}^{2}-{I_{1}}^{2}}}{I_{1}}}\,}.
Der Klirrfaktor ist als Amplitudenverhältnis ähnlich festgelegt, benutzt aber als Bezug den Effektivwert des gesamten Signals und nicht nur den Effektivwert der Grundschwingung. Bei einer Spannung U ist der Klirrfaktor k definiert als:
{\displaystyle k=\mathrm {THD} _{\mathrm {R} }={\frac {\sqrt {U^{2}-U_{1}^{2}}}{U}}={\frac {\mathrm {THD} _{\mathrm {U} }}{\sqrt {1+\mathrm {THD} _{\mathrm {U} }^{2}}}}}
In englischsprachiger Fachliteratur wird der Klirrfaktor zur Unterscheidung als THDR, für englisch THD root mean square, bezeichnet.